# 孙笑川
孙笑川（1990年5月12日—），男，出生于中国四川省成都市新津县，前电子游戏网络主播，原斗鱼TV抽象工作室成员，现为游戏博主兼歌手。新浪微博用户名带带大师兄。有“孙狗”、孙哥、mata川、网恋教父、素质主播孙笑川等称呼。因一系列争议事件被中国内地多个直播平台封禁，之后改在Twitch直播，中国国内粉丝群體轉進活跃于新浪微博。2019年起开始在哔哩哔哩上传视频，并成为「bilibili 知名搞笑UP主」。百度贴吧「孙笑川吧」是热门吧，累计发帖量已超1.5亿。孙笑川因时常道出富有冲击力的言语，引出了「嗨粉」这一亚文化和相关网络迷因。

## 经历
孙笑川父亲是由山东来到四川工作的铁道兵，在孫笑川七歲時車禍離世。母亲是四川新津縣人，開店賣零食、童裝。中学时期的孙笑川性格较为内向，在学校里面并不突出，成绩也并不优秀，课余时间喜歡打电子游戏。2008年，时为高三文科生的孙笑川参加高考，英语成绩比较优秀，但其他科目成绩不佳或一般，最后录取于四川水利职业技术学院土木工程专业。大专毕业后，孙笑川就职为安全监理员，在四川省和云南省的建筑工地工作，负责巡视监察工作。对于此份工作，孙笑川觉得较为平淡，没有激情。

2015年，在好友李赣的引薦下，孙笑川辞职转行到游戏直播行业，因为他觉得游戏直播行业较为有趣且难度不高，收入也不低。9月1日，李赣聚集召集了另外三名游戏主播“图图”，“于超”，“啊不多”组建了“抽象工作室”，孙笑川作为“抽象工作室”的成员，也开始正式成为斗鱼TV「6324」直播间的一名游戏主播，主要直播遊玩《英雄联盟》。在工作室成立之前，孙笑川虽然没有正式进入游戏直播行业，但他时不时会到李赣家里进行直播客串。在直播过程中，孙笑川经常边打游戏边和观众闲聊一些关于自己的生活经历，例如自己网恋却被骗8000元人民币等。他也会在游戏中和队友发生争执和言语冲突，甚至争执的时间占据了游戏的大部分。这吸引了不少粉丝，这些粉丝也自称为「狗粉丝」或「嗨粉」，后者即「黑粉」的谐音。
某日孙笑川在直播时，他好友列表的一位用户私聊孙笑川并对孙笑川的粉丝进行辱骂，孙笑川表示，如果直播间的粉丝赠送礼物「火箭」，他便删除那位辱骂粉丝的好友。但在粉丝送出礼物后，孙笑川并没有履行诺言，这引起了粉丝的不满，于是嗨粉们开始把一些和孙笑川无关的罪行嫁祸到孙笑川身上，例如造谣其使用双节棍殴打祖母等事件，在新浪微博的热门事件下，也常有嗨粉留言「某某事件的凶手的微博找到了@带带大师兄」。
2017年7月18日，北京钧丰至律文化科技有限公司旗下的微博帐号「乐范音乐秀」在新浪微博上发表推文介绍《中国有嘻哈》选手的真实姓名，但误将嘻哈饶舌歌手孙八一的真实姓名写成孙笑川。网友便利用这次失误，将孙笑川称为「成都地下说唱皇帝」。
2017年8月23日，孙笑川在直播《英雄联盟》时和往常一样表情严肃，有不少观看直播的观众便通过视频弹幕发言，称孙笑川这种表情是「死妈脸」，即亲人去世后哀伤忧郁的表情。孙笑川对此很愤怒，回应称自己过于劳累，所以表情严肃，是人的正常生理现象。随后又跟观众发生长达五分钟的言语冲突，围绕「死妈脸」这个主题回击观众，呵斥乱发视频弹幕的观众离开直播间。他表示自己为人「儒雅随和」，对网友的攻击很不满，且称网友只攻击他一人而不去攻击其他网络主播有失公正。这段夹杂这四川话的言语冲突由于较有特色，所以成为了一个网络迷因，被网友称为「抽象圣经」，并录制上传到bilibili、YouTube、Niconico等视频分享网站上。但由于视频中孙笑川使用的言辞较为激烈，违反了中国大陆视频网站的规定，故被网站管理员删除。而网友在使用文字复述孙笑川的这段话语时，也有很多不文明词汇触发關鍵詞過濾系统而无法成功发布，故网友使用了emoji来代替这些敏感词，如用表示马的emoji「🐎」或「🐴」来代替发音相近的「妈」字，用表示啤酒的emoji「🍺」来代替四川口音的表示女性生殖器官的「屄」字等。类比于“抽象圣经”，这种用法也被网友称为「抽象话」。
而有一次直播时，孙笑川的邻居指责他直播过于吵闹影响休息，并要求其关窗，但孙笑川认为邻居态度不友好，且自己没有关窗的义务，让邻居去找物业管理人员投诉，随后便与邻居发生言语争吵，且越来越激烈。这一段视频也成为类似于「抽象圣经」的另一个嗨粉亚文化素材，不少网友开始模仿孙笑川在这段视频中的语录，并将视频上传到一些视频分享网站上。
2018年1月13日上午，孙笑川在虎牙直播间播放了一首歌曲，其中歌词是由粉丝由法轮功宣传词改编而来的一篇嵌字文。但孙笑川一开始并未发现，并称赞了这首歌曲，在此同时，粉丝对孙笑川的直播间进行举报，导致直播间因违反法律法规被永久关闭，他本人也被禁止在中国大陆的网络直播平台上直播。
被封禁之后，孙笑川进入失业状态，对粉丝的这次举动感到非常失望。他尝试放弃直播行业去找一份新工作，但因为工资不符合他的预期要求而没有成功，同时他也没有重操旧业回工地的打算，于是他开始转到Twitch平台进行直播。由于Twitch面向国际，并不是中国大陆的本土网络直播平台，所以中国大陆用户较少，人气较低。孙笑川通过在直播界面张贴支付宝收款QR碼的方式来获取观众的捐赠。不久后，有网友利用了支付宝输错密码次数过多会冻结帐号以保障安全这个特性，故意输错孙笑川的支付宝密码，使得孙笑川无法使用支付宝中的余额和花呗，现实生活受到影响。孙笑川对此感到委屈和无奈。
2018年2月9日，孙笑川宣布正式退出直播行业，不再直播。但他仍保持在新浪微博上活跃，也作为嘉宾出席过几次漫展。
2018年5月14日，孙笑川在网易cc复出首播，和另一位主播“远洋君”进行直播，但首播后就没在直播里露过面，5月29日，孙笑川表示“种种原因”无法再进行直播。在与触乐网的采访中，孙笑川称“种种原因”是有人对他的直播进行了大量举报。平台曾试图助他解封，却无能为力。
孙笑川看不到解封的希望，决定转型幕后。2018年6月，他开始筹划招募直播员，成立新的直播工作室。8月，孙笑川招募的4位主播《带带带公寓》在网易cc平台开播。
2019年，孙笑川开始在Bilibili发布视频，他被该站认证为“bilibili 知名搞笑up主”。

## 感情生活
2022年5月10日，孙笑川与徐韵涵登记结婚。同年10月离婚。

## 影响

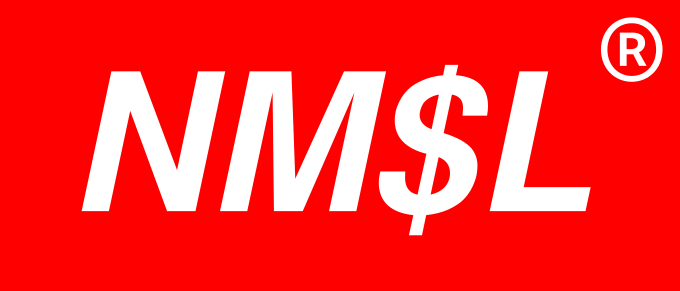
NMSL潮牌使用的元素之一，其设计模仿了美国潮牌Supreme

孙笑川的语言风格引发了「嗨粉」、「狗粉丝」这一网络迷因。与膜蛤文化、六学等发源于中国大陆的网络迷因类似，嗨粉文化体现在嗨粉模仿孙笑川的语录，如「你就是个弟弟」、「你妈死了」、「安排上了」等等。除此之外，嗨粉常常在新浪微博等平台的热门新闻评论区，把和孙笑川无关的一些罪名加在他头上，如谎称其是日本人且参拜靖国神社、举报腾讯WeGame平台上的《怪物猎人》致其下架、到广州观看蔡徐坤的演唱会时用激光笔照射他的眼睛、将一些争议人物与之相提并论以达到同时贬低的效果等等。面对嗨粉的这些行为，孙笑川认为一些哏很有趣，但也有一些嗨粉没有把握好尺度，发表了一些涉及到政治和色情的违反法律的言论。面对一些嗨粉较为出格的行为，孙笑川也曾出面制止。如2018年7月起，由漫画改编的日本动画《工作细胞》上映，受到很多日本动漫爱好者的喜欢，特别是其中的萝莉角色血小板。而有一些嗨粉则伪装成《工作细胞》的爱好者，到百度贴吧的「血小板吧」对血友病患者进行人身攻击并制造矛盾。对此，孙笑川认为此事不当，便发布微博请求嗨粉停止这一不当举动。
此外，孙笑川的相关素材也被制作成一些鬼畜视频。也有视频制作者通过使用视频剪辑软件，把《致青春·原來你還在這裡》等电影中人物的脸替换成孙笑川的脸，并把人物的声音替换为孙笑川的声音，制作成新的搞笑视频。
由于嗨粉文化的传播，孙笑川和一个粉丝合作创建了NMSL潮牌，名称来源于他的口头禅「你妈死了」的汉语拼音首字母缩写，有时也常使用美元符号「$」代替英文字母「S」，写成「NM$L」，主要设计生产一些印有孙笑川语录及相关延伸元素的文化衫、手机壳等产品，通过淘宝发售。孙笑川表示NMSL潮牌除了作为停止直播以后的一个收入来源之外，还起到一个推动亚文化的作用。

## 争议事件
2018年8月27日，《光明日报》针对孙笑川和嗨粉文化发表评论，批评了嗨粉文化，批评孙笑川没有管理好自己的粉丝，把嗨粉文化定义为新型网络暴力。对此孙笑川回应，自己一向遵守法律法规，也反对人身攻击。
2021年10月15日，华熙生物润百颜邀请孙笑川进行推广，在网上引起巨大争议，很多网友认为孙笑川涉嫌“侮辱”女性。润百颜10月16日下午发出“道歉信”，表示“针对昨天（15日）某位博主发布的视频带给大家的情感伤害，是我们工作不严谨导致的，我们怀着愧疚向大家郑重道歉！”